# Ermerzand

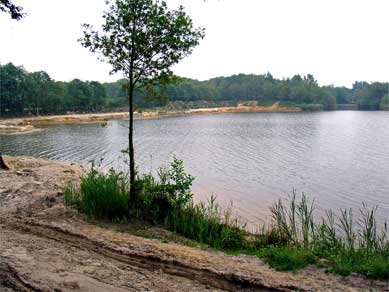
Ermerzand

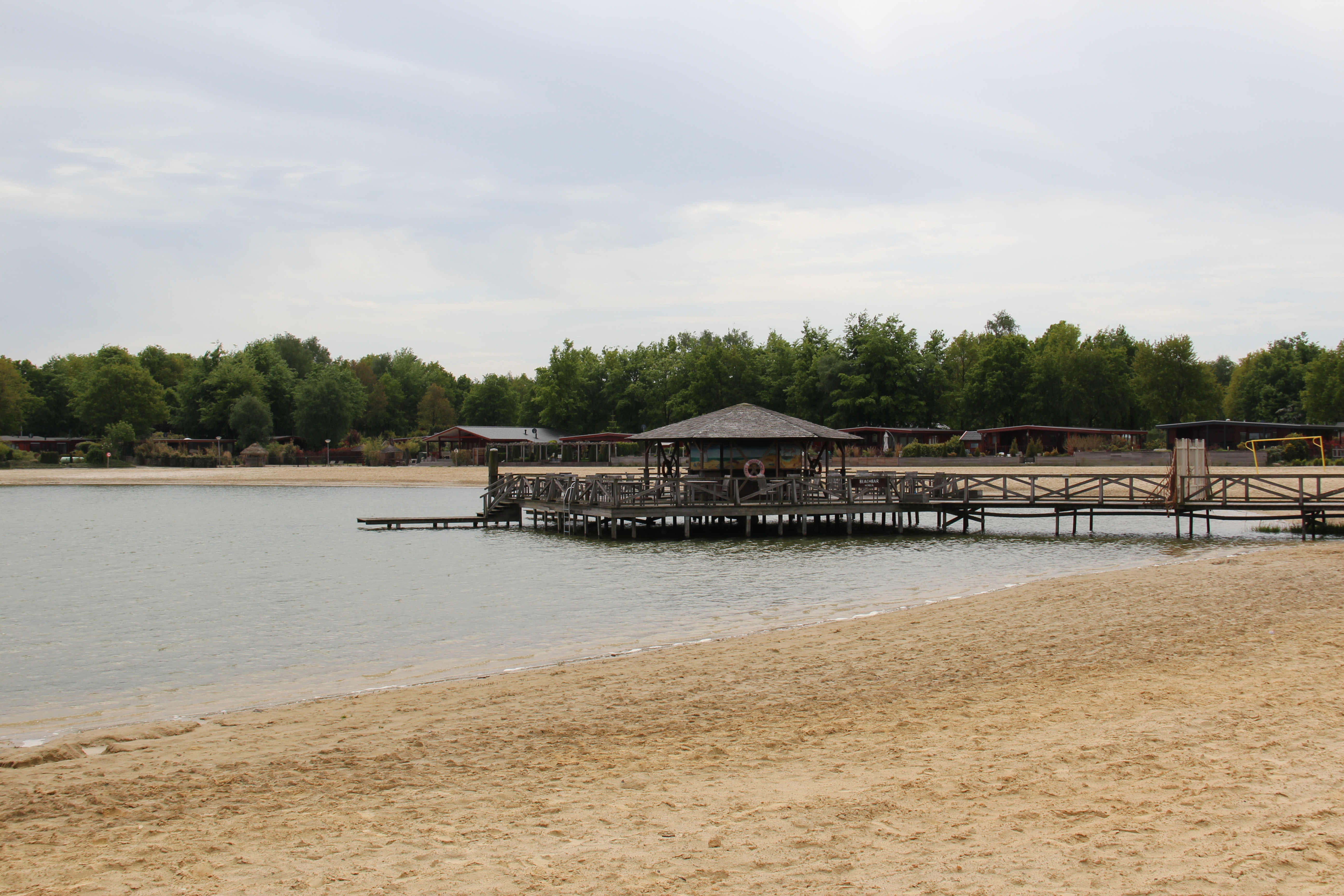
De pier aan het Ermerstrand

Het Ermerzand is een recreatiegebied even ten zuidwesten van het Nederlandse dorpje Erm, dat in de provincie Drenthe ligt. Het gebied is ongeveer 80 hectare groot, waarvan circa de helft uit water bestaat. Er zijn stranden en zonneweiden. Aan de plas ligt het bungalowpark Ermerzand. Aan de overzijde ligt recreatiepark en camping Ermerstrand.
Bungalowpark Ermerzand is sinds 2017 gerevitaliseerd.
Ligt dicht bij Emmen.
Er zijn diverse voorzieningen op het park en het aangelegen meer.
Het meer is ontstaan door zandwinning. Het meer is niet dieper dan ca 2,5 meter wat het geschikt maakt voor diverse watersporten.